# Idaea rhopalopus
Idaea rhopalopus là một loài bướm đêm trong họ Geometridae.